# 流花路
流花路位于中国广州市荔湾区至越秀区，是一条呈东西走向的道路。
其西起西华路，东至解放北路，长2300米，宽12~15米，目前车辆通行方向除解放北路至人民北路之间为由东往西单向通行外，其余路段均为双向通行，而双行路段则为市中心为数不多的临荫道路。其因地处西村，原名西村公路，因路旁旁有南汉时期的流花桥，20世纪50年代建有流花湖公园，1981年改今名，次年进行扩建。

## 与之交汇道路
- 顺序由西往东排列，粗体字为主干道
- 西华路、东风西路(被跨越不相连)
- 西苑路
- 站前路
- 站前横路
- 人民北路
- 解放北路

## 公共交通
- 广州地铁2号线越秀公园站
- 广州地铁8号线彩虹桥站
- 广州地铁11号线彩虹桥站、流花站

均在鄰近流花路位置設有出口。